# كارل ألين
كارل ألين (بالإنجليزية: Carl Allen)‏ هو لاعب كرة قدم أمريكية أمريكي، ولد في 21 ديسمبر 1955 في هاتيسبورغ في الولايات المتحدة.

## وصلات خارجية
- كارل ألين على موقع مرجع كرة القدم المحترفة.كوم (الإنجليزية)